# 綾瀬はるな
綾瀬 はるな（あやせ はるな、1984年6月20日 - ）は、日本の元AV女優（イオンプロモーション所属）。
東京都出身。趣味はショッピング、料理。

## 略歴
2006年9月にエスワンの専属女優として『世界の中心でパコパコ!』でAVデビュー。
2007年にはアイエナジーの専属女優に転じる。その後、専属を離れ他メーカの作品にも出演し、2008年4月頃に引退。

## 出演作品

### アダルトビデオ
2006年
- 世界の中心でパコパコ!（9月19日、エスワン）
- バコバコ乱交18（10月19日、エスワン）
- 学校でセックスしよっ♥（11月19日、エスワン）
- ネットリ濃厚セックス（12月19日、エスワン）

2007年
- 君を犯したい（1月5日 アイエナジー）
- 綾瀬はるなのイマジネーションセックス（2月8日、アイエナジー）
- 女子校生 中出し20連発（3月8日、アイエナジー）
- 新卒社員 中出し全裸勤務（4月5日、アイエナジー）
- 新任女教師 中出し20連発（5月4日、アイエナジー）
- 超最高級性感 フルコース 中出し20連発（6月7日、アイエナジー）
- 女子アナ 中出し20連発（7月5日、アイエナジー）
- 電車痴漢 中出し20連発（8月4日、アイエナジー）
- 麻薬捜査官 ヤク漬け膣痙攣（9月20日、アイエナジー）
- パイパン 浴尿 逆さ吊り ぶっかけザーメンレイプ（10月18日、アイエナジー）
- BACKS gold（11月24日、Golden Candy）

2008年
- 綾瀬はるなスペシャル 完全永久保存版（1月5日、アイエナジー） - 総集編
- ジーンズの女（2月7日、アキノリ）
- 禁断の義母と三姉妹（2月8日、アウダースジャパン）
- DOKIレズ 19（2月8日、アウダースジャパン）
- コイビトシャシン 14（3月25日、大洋図書）（オムニバス作品）
- 足コキ ニーソックス（4月11日、TMA）（オムニバス作品）
- 中出し100連発（4月17日、アイエナジジー）（総集編）
- 革手袋手コキ研究所（4月18日、GLAY'z）（オムニバス作品）
- ショートパンツ娘しか見たくない! 4時間（5月23日、TMA）（オムニバス作品、総集編）